# 达拉姆·图木尔奥其尔
达拉姆·图木尔奥其尔（羅馬化：Daramyn Tömör-Ochir，1921年—1985年），出生于今蒙古国中央省隆县，蒙古族，蒙古人民共和国政治家。曾任蒙古人民革命党中央委员会第二书记。

## 生平
图木尔奥其尔早年参加了苏联专业培训学校，并于1941年毕业于苏联莫斯科东方劳动者共产主义大学。在充当尤睦佳·泽登巴尔的助手一段时间后，他被任命为蒙古人民革命党新干部高级学校（原名“中央党校”）讲师。1945年起，他在苏联莫斯科的罗蒙诺索夫国立大学学习，1950年毕业获得哲学学位。随后，他进入苏共中央社会科学院学习。
后来，图木尔奥其尔被任命为蒙古人民革命党高级党校某部部长，并于1955年担任蒙古人民革命党党史研究所第一任所长。1961年，图木尔奥其尔当选蒙古科学院院士。1954年蒙古人民革命党第十二次代表大会上，图木尔奥其尔当选为蒙古人民革命党中央委员会委员。1958年蒙古人民革命党第十三次代表大会上，当选为蒙古人民革命党中央委员会书记（主管意识形态）、政治局候补委员。由于支持尤睦佳·泽登巴尔反对达希·丹巴有功，1959年图木尔奥其尔升任政治局委员。1960年起，他出任大人民呼拉尔主席团成员。但因为过分积极地反对乔巴山“个人迷信”，危及乔巴山当政时期十分听从乔巴山的泽登巴尔的地位，1960年图木尔奥其尔被逐出政治局。后来，他因为生病而赴中华人民共和国治疗，并同中国共产党进行了接触。
1962年初，泽登巴尔为笼络人心，又将图木尔奥其尔拉进蒙古人民革命党中央委员会政治局以及书记处。1962年2月，蒙古人民革命党中央委员会政治局授命图木尔奥其尔于同年5月31日组织庆祝成吉思汗诞辰800周年活动。但图木尔奥其尔大力庆祝成吉思汗诞辰800周年，并决定在成吉思汗的家乡肯特省竖立大型的纪念碑，被苏联视为“煽动民族主义情绪”，苏联对此十分恼怒。此外，时任蒙古人民革命党中央委员会第二书记鲁布桑策伦·曾德想趁泽登巴尔于苏联养病期间，联合图木尔奥其尔迫使泽登巴尔下台。泽登巴尔得到消息后，获得苏联支持，当即返回蒙古，于1962年9月召开蒙古人民革命党中央委员会全会，解除了图木尔奥其尔的党内外一切职务，其罪名为“怀疑党的马列主义性质”、“怀疑蒙苏友谊”。因曾德曾有“怀疑蒙苏友谊和经互会对蒙是否有好处”等触犯苏联的言论，泽登巴尔在赫鲁晓夫的支持下，于1963年底的蒙古人民革命党中央委员会全会上，解除了曾德的蒙古人民革命党中央委员会第二书记、政治局委员职务。
1985年，图木尔奥其尔逝世。